# Poesía de Inglaterra
La historia de la Poesía inglesa abarca desde mediados del siglo VII hasta la actualidad. Durante todo este tiempo, los poetas ingleses han escrito algunos de los poemas más memorables de la cultura europea y así, tanto su lengua como su cultura se han expandido por el mundo. Por tanto, el término poesía inglesa es inevitablemente ambiguo, ya que puede referirse tanto a poesía escrita en Inglaterra como a poesía escrita en inglés.
La poesía más antigua escrita en el área que hoy se conoce como Inglaterra fue compuesta en Old English. El precursor del inglés actual resulta, con todo, de difícil comprensión para los hablantes comunes de inglés moderno. Por si esto fuera poco, existían además corrientes de poetas ingleses que escribían en latín y en griego clásico. Si se tiene en cuenta la multiculturalidad de La actual sociedad inglesa, es fácil de comprender que dentro de la misma pueden surgir poetas que escriban en otros muchos idiomas. Sin embargo, dicho proceso está teniendo lugar a un lento ritmo.
Con el crecimiento del intercambio y el Imperio Británico, el idioma inglés se ha usado en muchos lugares fuera de Inglaterra. En el siglo XXI, tan sólo un pequeño porcentaje de los angloparlantes del mundo viven en Inglaterra. Además, es muy elevado el número de personas cuya habla materna es distinta del inglés y que son capaces de escribir poesía en el idioma de Shakespeare.
Este artículo se centra en la poesía escrita en inglés por poetas que bien han nacido en Inglaterra o bien han pasado gran parte de su vida allí. En cualquier caso, prima el sentido común sobre la norma y en algunos casos se hace referencia tanto a poesía en otros idiomas como a poetas de origen no inglés.
En aras a conservar el rigor literario, se han mantenido los títulos originales de los poemas.

## Poesía inglesa temprana

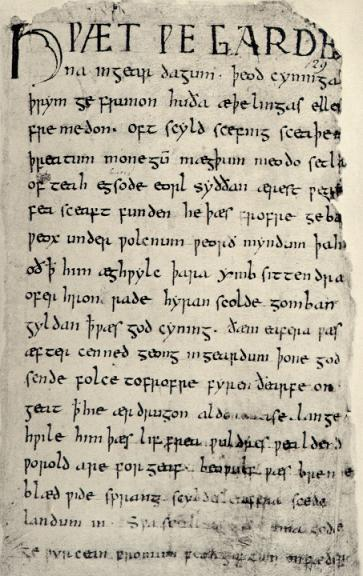
Primera página del Beowulf.

El primer poema inglés conocido es un himno a la Creación; Beda lo atribuye a Cædmon (fl. 658–680). Según la leyenda, éste era un pastor iletrado que de vez en cuando escribía poesía en un monasterio de Whitby. Su obra se considera como la primera escrita en inglés antiguo-
No sólo es difícil poner fecha a gran parte de la poesía de la época; también resulta difícil tratar de establecer un orden cronológico entre las mismas. Por ejemplo, existe una considerable disputa sobre la fecha en que se escribió Beowulf y las opiniones de los expertos varían entre los años 608 y 1000 DC. De todas formas, se pueden establecer con seguridad algunos hitos: The Dream of the Rood fue escrito hacia el 700 DC, por coincidencia temporal con la Ruthwell Cross. Los expertos sitúan las obras firmadas por el poeta Cynewulf, es decir; Christ II, Elene, The Fates of the Apostles, y Juliana, en el siglo VIII. Algunos poemas hacen referencia a hechos históricos, como The Battle of Brunanburh (937) y Battle of Maldon (991). Parece lógico pensar que dichas obras fueron escritas poco después de las batallas que describen.
De todos modos, la poesía anglosajona, o escrita en inglés antiguo no se ordena tanto cronológicamente como por los manuscritos que se conservan. los principales son cuatro grandes códices poéticos de finales del siglo X y comienzos del XI, conocidos como el manuscrito de Caedmon, el Vercelli Book, el Exeter Book y el manuscrito de Beowulf.
De hecho, Beowulf la única gesta heroica que se mantiene completa, aunque se conservan fragmentos de otras obras como Waldere y el fragmento de Finnsburg, lo cual prueba que este tipo de obras eran frecuentes en aquella época. Entre los otros géneros, destacan los de temas religiosos, desde composiciones devocionales a historias bíblicas. Se trata de elegías como The Wanderer, The Seafarer, y The Ruin (considerada a menudo como una descripción de las ruinas de Bath); así como muchos proverbios en forma de riddles y charms.
Con la notable excepción del Rhyming Poem la poesía anglosajona está escrita en forma de versos aliterados.